# Olivier Cadiot

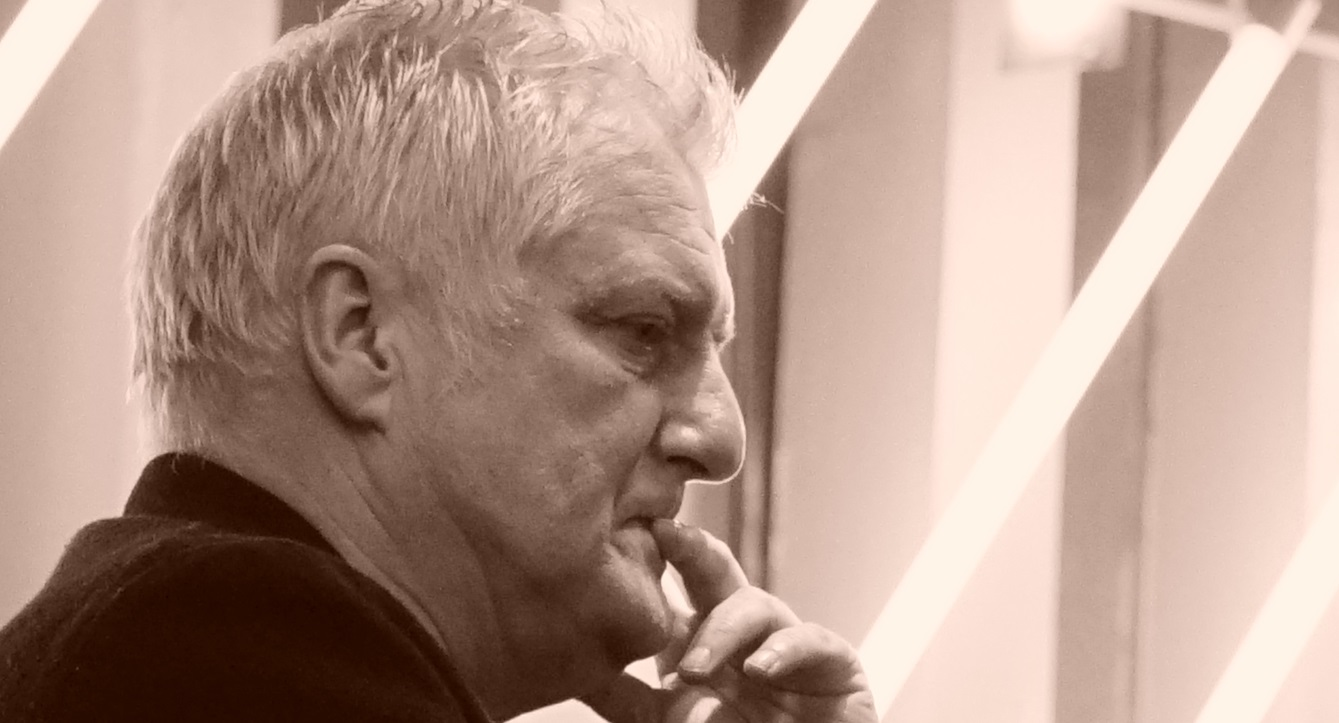
2016

Olivier Cadiot (* 1956 in Paris) ist ein französischer Schriftsteller, Dramaturg und Übersetzer.

## Auszeichnungen
- 2005: Grand Prix SACEM, Kategorie Dichtung
- 2010: Ehrengast des Festivals d’Avignon an der Seite von Christoph Marthaler

## Schriften
Eigene Werke
- L'art poétic. POL, Paris 1988, ISBN 2-86744-555-8
- Roméo & Juliette. POL, Paris 1989, ISBN 2-86744-162-5, Text zur ersten Oper von Pascal Dusapin, Uraufführung 1989
- Futur, ancien, fugitif. POL, Paris 1993, ISBN 2-86744-305-9
- Le Colonel Des Zouaves. POL, Paris 1997, ISBN 2-86744-550-7 (inszeniert von Ludovic Lagarde, 1998; italienisch von Gioia Costa: Il colonnello degli Zuavi. Titivillus 2010)
- Retour définitif et durable de l'être aimé. POL, Paris 2002, ISBN 2-86744-728-3 (inszeniert von Ludovic Lagarde, 2002)
- Fairy queen. POL, Paris 2002, ISBN 2-86744-908-1 (inszeniert von Ludovic Lagarde, 2004)
- 14.01.02. POL, Paris 2002
- Un nid pour quoi faire. POL, Paris 2007, ISBN 978-2-84682-171-1
- Un mage en été. POL, Paris 2010, ISBN 978-2-8180-0478-4

Übersetzungen
- To be sung. Gertrude Stein, Éditions Actes Sud, Arles, 1995.
- Psaumes (mit Marc Sevin), Cantique des cantiques (mit Michel Berder), Osée (mit Marc Girard) in La Bible (Die Bibel), Neue Übersetzung, Bayard, Paris, 2001.
- Katarakt. Rainald Goetz, 2003 (unveröffentlicht).
- Oui dit le très jeune homme. Gertrude Stein, 2004 (inédit). Mise en scène de Ludovic Lagarde, Festival d’Avignon 2004

## Diskographie
- 2000: mit Rodolphe Burger: On n’est pas des indiens, c’est dommage
- 2002: mit Rodolphe Burger: Hôtel Robinson